# Tombe des Festons
La tombe des Festons (Tomba dei Festoni en italien) est l'une des  tombes étrusques peintes, datée des IIIe siècle av. J.-C., de la  nécropole de Monterozzi, proche de la ville de Tarquinia. 

## Histoire
La tombe a été découverte en 1919 et date du milieu du IIIe siècle av. J.-C. Son nom provient du décor à festons de la tombe.

## Description
La tombe est un hypogée à chambre unique décorée de festons.